# Scambio ionico
Lo scambio ionico è un'operazione unitaria in cui si manifesta il trasferimento di ioni tra due elettroliti oppure tra un elettrolita e un complesso.
Spesso il termine è utilizzato per denotare il processo di purificazione, separazione e decontaminazione di soluzioni acquose (o altre soluzioni contenenti ioni) ad opera di solidi polimerici o "scambiatori di ioni" di origine minerale.
Tipici scambiatori di ioni sono:

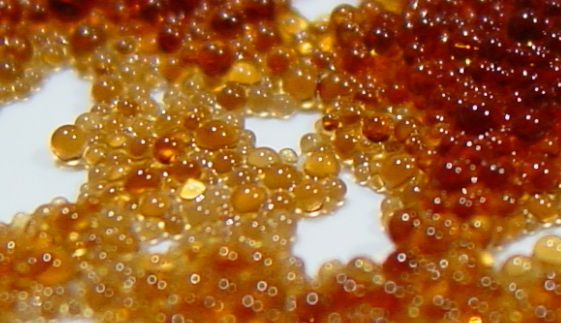
Pellets di resina a scambio ionico.

- resine a scambio ionico, che sono costituite da polimeri ad alta porosità ricchi di gruppi funzionali[1], talvolta sotto forma di gel
- zeoliti naturali e permutiti (o "setacci molecolari")
- montmorillonite
- argilla
- humus.

Gli scambiatori ionici si distinguono in cationici, anionici, e anfoteri, a seconda che scambino rispettivamente ioni caricati positivamente, ioni caricati negativamente, o entrambi. Gli scambiatori anfoteri sono poco utilizzati, in quanto si ottiene una maggiore efficienza rispetto alle resine anfotere in letti misti dove siano presenti scambiatori anionici e cationici contemporaneamente, oppure in un trattamento in due stadi attraverso un letto di scambiatori anionici seguito da un letto di scambiatori cationici (o viceversa).
Tipici gruppi che possono legarsi agli scambiatori ionici sono:
- ioni H+(idrogenione) e OH-(ossidrile)
- ioni di atomi con una carica singola, come Na+, K+ e Cl-
- ioni di atomi con doppia carica, come Ca2+ e Mg2+
- ioni poliatomici inorganici, come SO42- e PO43-
- basi di natura organica, ad esempio contenenti il gruppo funzionale -NR2H+
- acidi organici, ad esempio contenenti il gruppo funzionale -COO−
- biomolecole ionizzabili, ad esempio amminoacidi, peptidi e proteine

Lo scambio ionico è un processo reversibile, e lo scambiatore ionico può essere "rigenerato", ovvero "caricato" di ioni tramite lavaggio con soluzioni contenenti gli ioni stessi.

## Applicazioni

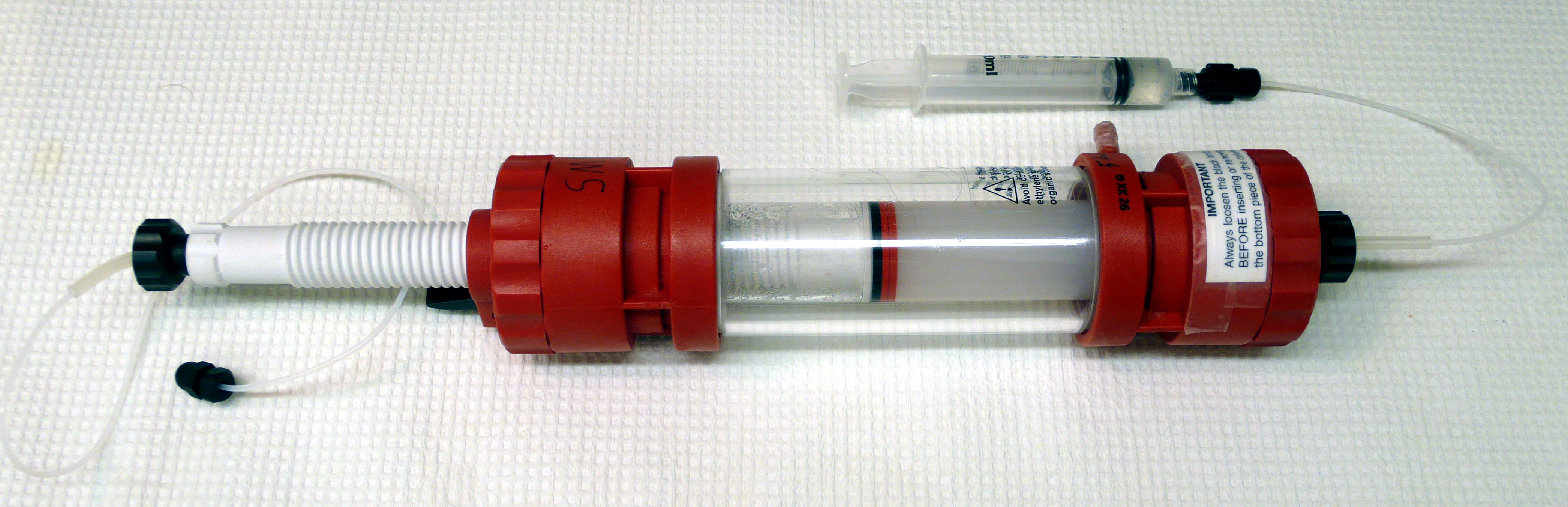
Colonna di scambio ionico utilizzata in laboratorio per la purificazione delle proteine.

Lo scambio ionico trova applicazione in svariati campi, tra i quali: alimentare, idrometallurgico, petrolchimico, farmaceutico, nucleare, e nella produzione dei semiconduttori.
Le applicazioni dello scambio ionico riguardano l'ottenimento di acqua ad alto valore di purezza da utilizzare in centrali di potenza, in elettronica e nell'industria nucleare. In particolare si utilizza lo scambio ionico per l'addolcimento e la depurazione delle acque.
Il meccanismo dello scambio ionico viene anche sfruttato in ambito domestico per addolcire l'acqua. In questo caso si scambiano ioni calcio (Ca2+) e ioni magnesio (Mg2+) con ioni idrogeno (H+) e ioni sodio (Na+).
La cromatografia a scambio ionico è una tecnica cromatografica ampiamente utilizzata nelle analisi chimiche e per la separazione di ioni. Ad esempio viene utilizzata in biochimica per separare molecole elettricamente cariche come le proteine.
Il processo di scambio ionico è anche utilizzato nella separazione e purificazione dei metalli, ad esempio per separare l'uranio dal plutonio e altri attinidi (incluso il torio) e per separare fra loro lantanidi (quali lantanio, neodimio, itterbio, samario e lutezio). Gli elementi delle terre rare (lantanidi e attinidi) presentano proprietà chimico-fisiche simili tra loro, per cui la loro separazione è difficoltosa, e lo scambio ionico è essenzialmente il metodo utilizzato per separarli in grandi quantità.
Un caso notevole è il processo PUREX, con il quale vengono estratti l'uranio e il plutonio dal combustibile spento dei reattori nucleari, in modo da agevolare lo smaltimento delle scorie radioattive. L'uranio e il plutonio estratti sono quindi resi disponibile per un successivo utilizzo come combustibile per reattori nucleari o nella costruzione di armi nucleari.
Utilizzando il processo di scambio ionico vengono anche separati altri elementi chimici con proprietà chimico-fisiche simili, ad esempio viene effettuata la separazione dello zirconio dall'afnio. Questa separazione è anch'essa sfruttata nel campo dell'industria nucleare: l'afnio infatti assorbe molto bene i neutroni liberi, per cui viene utilizzato nella costruzione delle barre di controllo, mentre lo zirconio è pressoché trasparente agli stessi.
Scambiatori ionici sotto forma di sottili membrane sono impiegati nel processo cloro-alcali, nelle celle a combustibile, e nelle batterie redox al vanadio.